# Chelyosoma columbianum
Chelyosoma columbianum är en sjöpungsart som beskrevs av Huntsman 1912. Chelyosoma columbianum ingår i släktet Chelyosoma och familjen högermagade sjöpungar. Inga underarter finns listade i Catalogue of Life.